# Dora Schlatter
Dora Schlatter (Sankt Gallen, 10 september 1855 - aldaar, 25 april 1915) was een Zwitserse onderwijzeres en schrijfster.

## Biografie
Dora Schlatter was een dochter van Stephan Schlatter en een zus van Adolf Schlatter. In 1883 huwde ze Salomon Schlatter, een verre neef van haar. Ze volgde een opleiding als onderwijzeres en verbleef een tijdje in Romandië. Vanaf 1875 gaf ze les aan de meisjesschool van Bern, maar in het begin van de jaren 1880 keerde ze terug naar haar thuisstad Sankt Gallen. Ze schreef diverse gedichten en liederen, zoals Was kann eine Mutter ihre Kinder lehren? uit 1889, maar ook kinderboeken, zoals Tropfen uit 1890, en werken voor vrouwen, zoals Frauenwege und Frauenziele uit 1909. Haar werken waren gekenmerkt door het piëtisme en hechtte bijzonder belang aan het thema van de moeder en het kind.

## Werken
- (de)  Was kann eine Mutter ihre Kinder lehren?, 1889.
- (de)  Tropfen, 1890.
- (de)  Frauenwege und Frauenziele, 1909.